# 圖里亞 (新米爾霍羅德區)
圖里亞（烏克蘭語：Турія），是烏克蘭中部的村莊，隸屬基洛夫格勒州的新烏克蘭卡區。該村面積6.96平方公里，海拔高度165米，2001年人口1,121，人口密度每平方公里161.1人。
48°52′18″N 31°39′7″E / 48.87167°N 31.65194°E